# Flowers (canción)
«Flowers» —en español: «Flores»— es una canción de la cantautora estadounidense Miley Cyrus. Fue publicada el 12 de enero de 2023 por medio de Columbia Records, como el sencillo principal de su octavo álbum de estudio, Endless Summer Vacation (2023). Cyrus escribió la canción con Greogory Aldae Hein y Michael Pollack, mientras que Kid Harpoon y Tyler Johnson se encargaron de la producción. Es una canción pop con influencias post-disco y funk, su letra expresa la aceptación de un ex amante de ser independiente después de ya no sentir la necesidad de estar completo dependiendo de otra persona.
La canción recibió críticas positivas de los críticos musicales y fue un gran éxito comercial, estableciendo varios récords y convirtiéndose en el más grande hit de Cyrus. En Estados Unidos, el sencillo debutó en el número uno y pasó ocho semanas no consecutivas en la cima del Billboard Hot 100, además de convertirse en la segunda canción número uno de Cyrus en la lista desde «Wrecking Ball» (2013). Debutó en la cima de las listas Billboard Global 200 y Billboard Global Excl. U.S., permaneciendo en la cima de ambas durante trece semanas no consecutivas, empatando con «As It Was» de Harry Styles como la canción de mayor duración en la historia de la última de estas. La canción también fue un éxito comercial en otros lugares, encabezando las listas en otros 45 países. También rompió una serie de récords en plataformas de streaming, incluyendo el récord de la canción más reproducida en la lista de Spotify global durante su primera y segunda semana, además de ser la canción que más rápido alcanzó los mil millones de reproducciones en Spotify, lográndolo en 112 días. Recibió nominaciones a Grabación del Año, Canción del Año y Mejor Interpretación Pop Solista en la 66.ª edición de los Premios Grammy.
Jacob Bixenman dirigió el vídeo musical de «Flowers», en el que Cyrus realiza bailes en varios lugares, incluida una piscina al aire libre, un patio trasero y en el techo de su casa. La fotografía se realizó en Los Ángeles con escenas filmadas en Elysian Park. El video fue nominado a tres premios en los MTV Video Music Awards 2023: Video del Año, Mejor Video Pop y Mejor Cinematografía. Para una mayor promoción, Cyrus interpretó la canción en vivo en el especial de concierto-documental de Disney+ que acompaña al álbum, Endless Summer Vacation (Backyard Sessions).

## Producción y lanzamiento
«Flowers» fue escrita por Miley Cyrus, Gregory "Aldae" Hein y Michael Pollack a principios de 2022. Pollack dijo: "Comenzamos con el coro y, si no recuerdo mal, la letra, la melodía y la progresión comenzaron a formarse simultáneamente. Es una de esas canciones de 'círculo de quintas' donde la melodía informa la progresión y viceversa. Prácticamente se escribió sola". La versión demo inicial de la canción era una balada despojada, que solo consistía en Cyrus cantando y Pollack tocando un piano Rhodes. Luego se convirtió en una canción uptempo.
Miley anunció el lanzamiento de «Flowers» para el 13 de enero de 2023, mientras hacía de anfitriona junto a Dolly Parton en el especial en vivo de la NBC, Miley's New Year's Eve Party, el 31 de diciembre de 2022. La canción fue finalmente publicada en la medianoche del 13 de enero en UTC+00:00, cuando todavía era 12 de enero en algunas partes del mundo, incluyendo Estados Unidos. La versión demo de la canción fue lanzada el 3 de marzo de 2022 y se incluirá en la versión digital del álbum Endless Summer Vacation.

## Composición

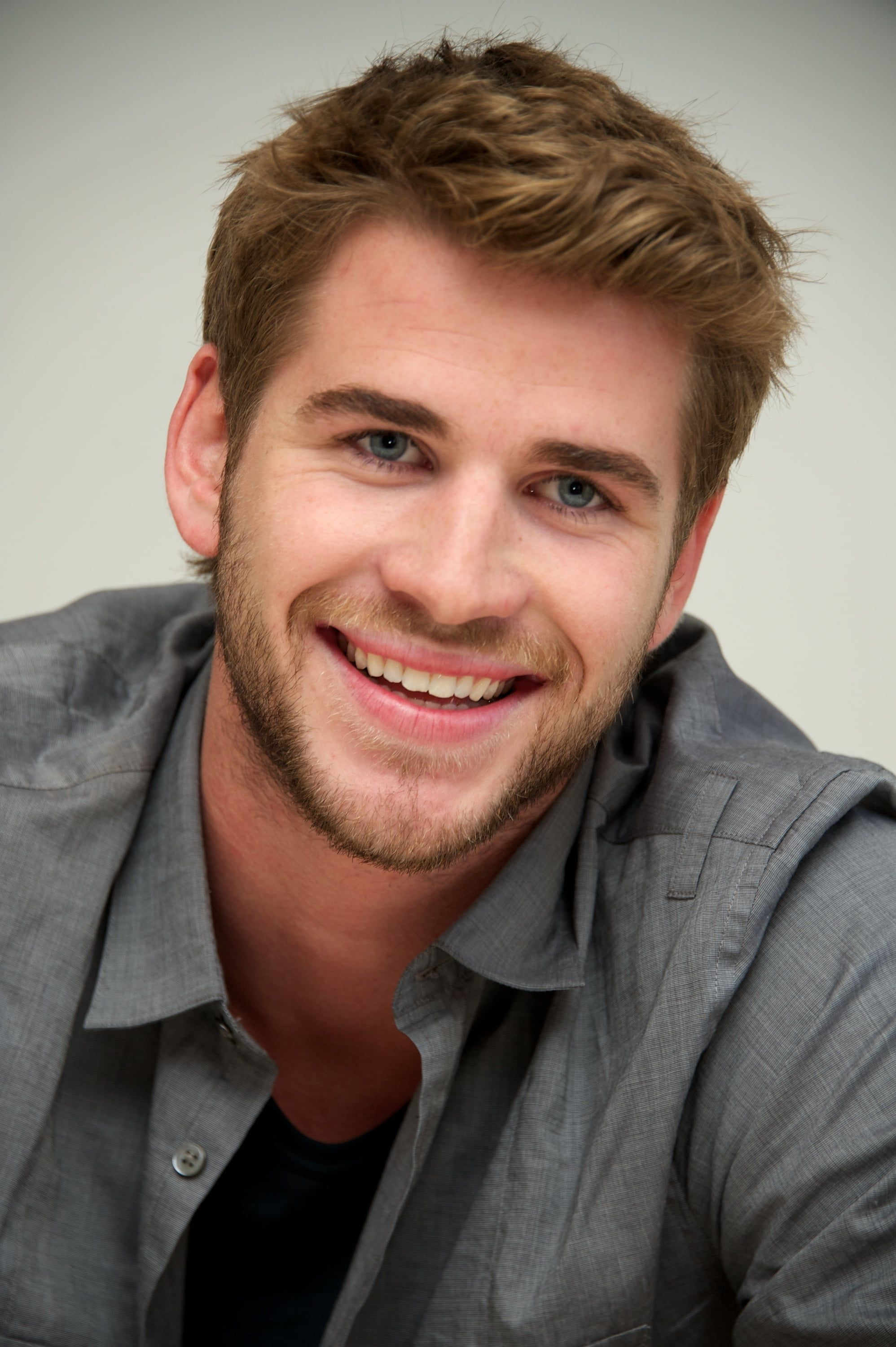
Liam Hemsworth, exesposo de Cyrus sobre quien se escribió la canción.

El sonido de «Flowers» ha sido descrito como una canción pop con fusión entre la música disco con el funk y el post-disco. Para Ana Gaca, de Pitchfork, es una canción «twangy» de disco funk con una sección de cuerdas reminiscente al flamenco. Gabrielle Sánchez de Yahoo! dijo: "Una línea de bajo funky guía la canción, combinada con una línea de cuerdas que se desmaya y platillos efervescentes". Mary Siroky de Consequence pensó que la "voz áspera de Cyrus ofrece una ventaja al himno con tonos disco" y que la canción interpola «I Will Survive» de Gloria Gaynor (1978). Además, opinó que «Flowers» suena como "si el tono californiano confuso y pacífico de 'Malibu' se aplicara a una pista dance pop".
Gabrielle Sánchez de Yahoo! llamó «Flowers» "una pista valiente sobre hacer alarde de la autosuficiencia e independencia de uno, ya no depender de otra persona para sentirse completa". Anna Gaca de Pitchfork lo describió como un "himno de venganza". Mary Siroky de Consequence sintió que Cyrus está "abrazando su historia como propia, adentrándose en su autonomía de una manera plenamente realizada". Dale Maplethorpe de Gigwise sintió que "el tema de la canción es el amor propio y la aceptación". Jason Lipshutz de Billboard comparó la canción con el sencillo de Cyrus de 2019 «Slide Away», y agregó que «Flowers» "se centra mucho más en la autosuficiencia que en la venganza, cambiando la melancolía de una canción como... 'Slide Away' por una actitud más asertiva". El coro de la canción es una paráfrasis de «When I Was Your Man» de Bruno Mars (2012). Tras su lanzamiento, varias publicaciones sugirieron que se suponía que «Flowers» era una canción de respuesta dirigida al exmarido de Cyrus, Liam Hemsworth. Fue lanzado en el cumpleaños de Hemsworth, y la letra hace referencia a su casa en Malibú, California, que se incendió en noviembre de 2018 durante el incendio de Woolsey. Según los informes, Hemsworth había dedicado «When I Was Your Man» a Cyrus en el pasado.

## Recepción crítica

### Reseñas
«Flowers» recibió críticas favorables por parte de los críticos musicales y muchos felicitaron la entrega vocal de Cyrus. Según Jason Lipshutz de Billboard, el sencillo no es una "reinvención en toda regla" para Cyrus, sino "pop fuerte y tarareable, y cautiva sin campanas ni silbatos". Lindsay Zoladz de The New York Times describió la canción como "brillante" y opinó que "la melodía del coro relativamente apagada puede no exigir mucho de Cyrus, pero su voz está imbuida de una madurez relajada y una seguridad en sí misma convincente". Mary Siroky de Consequence agradeció la canción y a Cyrus, y escribió que la cantante "ha jugado mucho con el género [musical] a lo largo de su carrera y probablemente sea porque su voz suena bien en cada uno de ellos". Luego se sumó a los elogios, afirmando que "una vez que llega el coro [en 'Flowers'], llega a la conclusión de que todo va a estar bien, e incluso hay una gran posibilidad de que sea mejor que siga adelante: «I can take myself dancing/ And I can hold my own hand/ Yeah, I can love me better than you can», que en español se traduce como: «Puedo llevarme a bailar/ Y puedo sostener mi propia mano/ Sí, puedo amarme mejor que tú»". También le dio a la canción el estatus de "canción de la semana".
Dale Maplethorpe de Gigwise sintió que la "voz increíblemente reconocible de Cyrus interviene y suena fantástica" y señaló que en el coro "escuchamos una línea de bajo funky y una batería asesina que no dejan al oyente con mucho más que hacer un movimiento". Sin embargo, sintió que la canción "parece que no construye tanto como podría" y "carece del gran final que parece provocar". Escribiendo para Pitchfork, Anna Gaca describió el sencillo como "genérico" y la entrega vocal de Cyrus como "sinceramente sin molestias". Además, Gaca comparó negativamente la canción con «Shakira: BZRP Music Sessions, Vol. 53», afirmando que "llamarlo venganza es un alcance, no cuando Shakira está lista para llamarte Twingo: con lo que realmente estamos lidiando aquí es con autoayuda".

### Reconocimientos
En junio de 2023, Billboard clasificó a «Flowers» como la mejor canción de 2023 hasta el momento. Rolling Stone la nombró como una de las mejores canciones de la primera mitad de 2023.

### Listas de fin de año
Muchas publicaciones de música incluyeron a «Flowers» en sus listas de mejores canciones del 2023.
| Publicación   | Lista                             | Posición | Ref.   |
| ------------- | --------------------------------- | -------- | ------ |
| Apple Music   | Las 100 Mejores Canciones de 2023 | —        | [ 25 ] |
| Billboard     | Mejores Canciones del 2023        | 4        | [ 26 ] |
| The Guardian  | 20 Mejores Canciones de 2023      | 17       | [ 27 ] |
| Rolling Stone | Las 100 Mejores Canciones de 2023 | 12       | [ 28 ] |

## Recepción comercial
Tras su lanzamiento, «Flowers» rompió varios récords de la plataforma de streaming Spotify. La canción obtuvo más de 7,7 millones de reproducciones en sus primeras 24 horas en Spotify a nivel mundial. El 20 de enero de 2023, logró la cuarta mayor cantidad de transmisiones en un solo día para una canción (en ese momento), obteniendo más de 18,4 millones de reproducciones en el servicio de transmisión a nivel mundial.
Durante sus primeros siete días (13–20 de enero de 2023) generó 96 032 624 reproducciones en Spotify global, convirtiéndose así en la canción más reproducida durante una semana en la historia de la plataforma, rompiendo el récord de 84,95 millones de «Easy on Me», de la cantante británica Adele. En los siguientes siete días (21–27 de enero de 2023) obtuvo 115.156.896 reproducciones, rompiendo el récord nuevamente. También se convirtió en la canción más rápida en alcanzar los 100 millones sin filtros en Spotify (menos de siete días), rompiendo el récord de «Butter» del grupo surcoreano BTS, quienes lo consiguieron en ocho días. Jana Coffey, líder de asociaciones de artistas y sellos discográficos de Spotify, señaló que la popularidad de «Flowers» había crecido día tras día, mientras que los números de reproducción de otras canciones que batieron récords fueron los más grandes en sus primeros días y luego disminuyeron a lo largo de la semana. El 4 de mayo de 2023, se convirtió en la canción que más rápido obtuvo mil millones de reproducciones en Spotify a nivel mundial (112 días), superando a «Stay» de Kid Laroi con Justin Bieber (2021) y «As It Was» de Harry Styles (2022) (ambas 118 días).
«Flowers» debutó en la cima de las listas Billboard Global 200 y del Billboard Global Excl. US, convirtiéndose en el primer sencillo número uno de Cyrus en ambas listas desde su creación en septiembre de 2020. Encabezó ambas listas durante trece semanas no consecutivas, empatando con «All I Want for Christmas Is You» de Mariah Carey como el segundo número uno de mayor duración en el Global 200 y con «As It Was» de Harry Styles como el número uno de mayor duración en el Global Excl. US, respectivamente. Durante sus primeras tres semanas obtuvo 179,1, 217,1 y 185,6 millones de reproducciones en todo el mundo de forma consecutiva, lo que se convirtió en la quinta, segunda y cuarta semana más importante para una canción en la historia del Billboard Global 200. También se convirtió en la segunda canción en la historia de la lista en obtener más de 100 millones de transmisiones globales durante al menos ocho semanas, después de «Stay» de The Kid Laroi y Justin Bieber en 2021. «Flowers» también rompió el récord de la canción no navideña —y segunda en general— con la brecha más larga entre números uno, tras regresar a la cima de la lista luego de diez semanas para la edición del 8 de julio de 2023. Encabezó las listas Global 200 y Global Excl. U.S. de fin de año de 2023.
Según Luminate, «Flowers» obtuvo 1,16 mil millones de reproducciones en todo el mundo hasta el 31 de marzo de 2023, lo que la convierte en la canción más reproducida del primer trimestre de 2023. Fue la canción más reproducida en Spotify y Deezer y la segunda más reproducida en Apple Music a nivel mundial en 2023.
«Flowers» fue el sencillo más vendido a nivel mundial en 2023, obteniendo 2,70 mil millones de transmisiones equivalentes globales, según la Federación Internacional de la Industria Fonográfica (IFPI). Ganó el IFPI Global Single Award de 2023, convirtiéndose en la primera aparición de Cyrus en una lista anual de los 10 mejores a nivel mundial de la IFPI.

### Norteamérica
Durante las primeras cinco horas de disponibilidad el 12 de enero de 2023, «Flowers» ganó 685 000 reproducciones, 2.4 millones de impresiones de audiencia en la radio y 2000 descargas digitales vendidas y debutó en el número 21 en la lista de ventas de canciones digitales. Después de su primera semana completa (del 13 al 19 de enero), «Flowers» debutó en la cima del Billboard Hot 100, convirtiéndose en la canción número 65 en hacerlo, el segundo sencillo número uno de Cyrus después de «Wrecking Ball» en 2013 y su undécima entrada entre los diez primeros. Debido a la obtención de 52.6 millones de transmisiones, 33.5 millones de impresiones de audiencia de radio y 70.000 descargas digitales vendidas, debutó en la cima del Streaming Songs, subió al número uno de Digital Song Sales y debutó en el número 18 de Radio Songs. La misma semana, Cyrus alcanzó la cima de su carrera en el número tres en la lista Billboard Artist 100 y su antiguo catálogo tuvo un aumento del 65% en la transmisión en los Estados Unidos. «Flowers» pasó ocho semanas no consecutivas en la cima del Hot 100. Se convirtió en la canción más reproducida en una semana desde «Way 2 Sexy» de Drake en septiembre de 2021 debido a 59,8 millones de reproducciones en su segunda semana, así como la primera canción con dos semanas consecutivas de al menos 50 millones de reproducciones desde «Drivers License» de Olivia Rodrigo en enero de 2021, la primera canción no navideña con tres semanas consecutivas de al menos 40 millones de reproducciones desde «Good 4 U» de Rodrigo en junio de 2021, y la primera canción en vender más de 30.000 copias puras en tres semanas consecutivas desde «My Universe» de Coldplay y BTS en octubre de 2021. Encabezó las listas de Streaming Songs y Digital Song Sales durante cuatro y cinco semanas consecutivas, respectivamente.
Después de un mes de su lanzamiento en los Estados Unidos, «Flowers» se convirtió en el undécimo mayor éxito de Cyrus en la audiencia radiofónica total debido a 233 millones de impresiones y su decimotercer mayor en transmisión a pedido debido a 182 millones de transmisiones. En su quinta semana encabezó las listas de Radio Songs y Pop Airplay. Se convirtió en el primer sencillo número uno de Cyrus en Radio Songs y en la cuarta canción en encabezarlo durante cinco semanas como máximo desde que se convirtió en una lista de todos los formatos en diciembre de 1998. También se convirtió en la decimotercera canción en la historia en encabezar la lista Pop Airplay durante cinco semanas como máximo. En su sexta semana, se convirtió en la primera canción número uno de Cyrus en las listas Adult Pop Airplay y Dance/Mix Show Airplay. Pasó 18 semanas consecutivas en el número uno de Radio Songs, empatando con «Iris» (1998) de Goo Goo Dolls como el segundo número uno de mayor duración en la lista. En la semana del 15 de abril de 2023, se convirtió en la segunda canción número uno de Cyrus en la lista Adult Contemporary. También esa semana, «Flowers» se convirtió en la séptima canción en encabezar las listas Pop Airplay, Adult Pop Airplay y Adult Contemporary al mismo tiempo. El sencillo encabezó a las tres listas durante 10, 17 y 38 semanas, respectivamente. Se convirtió en la tercera canción en encabezar las tres listas simultáneamente durante al menos cuatro semanas, después de «Hello» de Adele (2015) y «Because You Loved Me» de Celine Dion (1996). «Flowers» se convirtió en la canción de mayor duración en la cima de la lista de éxitos en los más de 60 años de historia de Adult Contemporary (38 semanas), rompiendo el récord que anteriormente ostentaba «Girls Like You» de Maroon 5 con 36 semanas. Empató con «Iris» (1998) de Goo Goo Dolls como el sexto éxito número uno de mayor duración (17 semanas), en ese momento, en Adult Pop Airplay, y el de mayor duración entre mujeres, en ese momento. «Flowers» se convirtió en la canción con más semanas acumuladas (64) en la cima de las tres listas.
Según Luminate, «Flowers» obtuvo 750,7 millones de transmisiones de audio y video bajo demanda, 380.000 descargas y 2.400 millones de impresiones de audiencia de radio en los Estados Unidos hasta el 29 de junio de 2023, lo que la convierte en la más transmitida, más descargada y más escuchada canción en la radio del primer semestre de 2023. Ocupó el segundo lugar en la lista Hot 100 de fin de año de 2023, solo detrás de «Last Night» de Morgan Wallen, y encabezó las listas de Radio Songs y Adult Pop Airplay de fin de año. Fue la tercera canción más reproducida en los Estados Unidos en Spotify en 2023. «Flowers» fue la canción más escuchada de iHeartRadio en la radio estadounidense en 2023, con más de 1.400 millones de impresiones de audiencia.
En Canadá, «Flowers» pasó sus quince semanas debut en la cima del Canadian Hot 100. Empató con «Uptown Funk» de Mark Ronson (con Bruno Mars; 2014) como el cuarto número uno de mayor duración en Canadá; se convirtió en el segundo sencillo número uno de Cyrus después de «Wrecking Ball» en 2013. También se convirtió en su primer sencillo número uno en las listas All-format Airplay y Hot AC Airplay, así como su segundo en las listas Digital Song Sales, CHR/Top 40 Airplay y AC Airplay. Encabezó la lista Canadian Hot 100 de fin de año de 2023. Fue la segunda canción más reproducida en Canadá en Spotify en 2023.

### Internacional
La canción encabezó las listas nacionales en la mayoría de los países europeos, incluidos Alemania, Austria, Bélgica (tanto Flandes como Valonia), Bulgaria, Croacia (tanto Airplay Radio Chart como Croatia Songs), Dinamarca, Eslovaquia, Finlandia, Francia,  Grecia, Hungría, Islandia, Irlanda, Letonia, Lituania, Noruega, los Países Bajos (tanto Dutch Top 40 como Single Top 100), Polonia (tanto streaming como airplay charts), Portugal, el Reino Unido, República Checa, Rumania, Rusia, Suecia, Suiza y Ucrania.
En el Reino Unido, la canción debutó con 92 000 unidades en el primer puesto del UK Singles Chart, parcialmente debido a sus 9.9 millones de reproducciones, siendo la mejor primera semana desde «As It Was» de Harry Styles, en abril de 2022. La canción estuvo diez semanas consecutivas en la cima de la lista, convirtiéndose así en el tercer número uno de Cyrus en el país, después de «We Can't Stop» y «Wrecking Ball» (ambas de 2013) y su primera en estar más de una semana en la cima. Se convirtió en la tercera canción de la década del 2020 después de «As It Was» de Styles y «Bad Habits» de Ed Sheeran en mantenerse en la cima durante al menos diez semanas. Hasta finales de junio de 2023, la canción acumuló 147 millones de reproducciones y 80 000 descargas en el Reino Unido, lo que la convierte en la canción más reproducida y descargada de la primera mitad de 2023. A finales de 2023, la canción acumuló 198 millones de reproducciones, 91.000 descargas y 1,7 millones de unidades totales en el Reino Unido; convirtiéndola en la canción más reproducida y descargada de 2023, logrando de esta forma alcanzar la cima de la lista anual de canciones del Reino Unido. Fue la canción más reproducida en Apple Music y Deezer y la segunda más reproducida en Spotify en el Reino Unido en 2023. El 15 de marzo de 2024, la industria fonográfica británica certificó la canción como triple platino por 1,8 millones de unidades vendidas en el país.
En Alemania, «Flowers» debutó en el número dos en la lista Offizielle Deutschen Singles y subió a la primera posición en la segunda semana, convirtiéndose en el primer éxito número uno de Cyrus en el país. Ocupó el segundo lugar en la lista alemana de finales de 2023, siendo el primero entre los artistas extranjeros. También en Francia, «Flowers» debutó en el número dos de la lista Top Singles y subió a la primera posición en la segunda semana, convirtiéndose en el primer éxito número uno de Cyrus en el país. Fue la canción más reproducida en Francia en 2023.
Fuera de Europa, «Flowers» encabezó las listas en Australia, Ecuador, Israel, Nueva Zelanda, Paraguay, Filipinas, Singapur, Sudáfrica, y Vietnam, así como el gráfico general de streaming de MENA y la lista general de reproducción de airplay de la Comunidad de Estados Independientes. En Australia, acumuló más de 5 millones de reproducciones en su primera semana, rompiendo el récord de la primera semana en la historia del país. La canción pasó sus primeras doce semanas en la cima de la lista de singles ARIA, lo que la convirtió en la primera canción de Cyrus en encabezar las listas en Australia y la undécima canción en la historia en encabezar la lista durante al menos doce semanas. Encabezó la lista de sencillos de fin de año de Australia. En marzo de 2024, la canción recibió la certificación óctuple de platino de la Asociación Australiana de la Industria Discográfica por vender más de 560.000 unidades.

## Video musical
El lanzamiento del sencillo «Flowers» el 12 de enero de 2023 estuvo acompañado de su video musical. Fue dirigida por Jacob Bixenman, con la cinematografía de Marcell Rév. La apertura del video utiliza imágenes de vista panorámica de Los Ángeles sobre el horizonte del centro. Cyrus entra pavoneándose a través de un puente en Elysian Park. Vogue clasificó a Cyrus vestida con un vestido vintage de lamé dorado de la colección Otoño/Invierno 1991-1992 de Yves Saint Laurent, complementado con gafas de sol cuadradas de Saint Laurent, y señaló que «en algún lugar del metafórico salón de la fama vintage, un sabio de la segunda vida está colocando una placa con el nombre de Miley Cyrus en la pared». Hello! informó que su ropa interior negra ha generado búsquedas en línea de tendencias de «conjuntos de lencería negra», con un aumento del 413% en las cifras de búsqueda tras el lanzamiento del video musical «Flowers» el 13 de enero de 2023.

## Demanda por violación de derechos de autor
Una empresa, Tempo Music Investments, la cual posee una parte de los derechos de autor de «When I Was Your Man» de Bruno Mars, demandó a Cyrus por "similitudes" al tema de Mars.

## Presentaciones en vivo
Cyrus interpretó «Flowers» en vivo por primera vez para el evento Miley Cyrus - Endless Summer Vacation (Backyard Sessions), que se estrenó en Disney+ el 10 de marzo de 2023. El 21 de noviembre de 2023, Cyrus la interpretó en vivo por primera vez durante un evento privado en el hotel Chateau Marmont de Los Ángeles.

## Premios y nominaciones
| Organización                       | Año  | Categoría                                             | Resultado | Ref.    |
| ---------------------------------- | ---- | ----------------------------------------------------- | --------- | ------- |
| Premios MTV MIAW                   | 2023 | Hit global del año                                    | Nominada  | [ 147 ] |
| Rockbjörnen                        | 2023 | Mejor canción extranjera                              | Ganadora  | [ 148 ] |
| MTV Video Music Awards             | 2023 | Video del año                                         | Nominada  | [ 149 ] |
| MTV Video Music Awards             | 2023 | Canción del año                                       | Nominada  | [ 149 ] |
| MTV Video Music Awards             | 2023 | Mejor pop                                             | Nominada  | [ 149 ] |
| MTV Video Music Awards             | 2023 | Mejor cinematografía                                  | Nominada  | [ 149 ] |
| Australian Commercial Radio Awards | 2023 | Canción nueva más reproducida en radio comercial      | Ganadora  | [ 150 ] |
| MTV Europe Music Awards            | 2023 | Mejor canción                                         | Nominada  | [ 151 ] |
| MTV Europe Music Awards            | 2023 | Mejor video                                           | Nominada  | [ 151 ] |
| Los 40 Music Awards                | 2023 | Mejor canción internacional                           | Nominada  | [ 152 ] |
| NRJ Music Awards                   | 2023 | Canción internacional del año                         | Ganadora  | [ 153 ] |
| NRJ Music Awards                   | 2023 | Video internacional del año                           | Ganadora  | [ 153 ] |
| Danish Music Awards                | 2023 | Hit internacional del año                             | Ganadora  | [ 154 ] |
| Billboard Music Awards             | 2023 | Canción del Hot 100 más popular                       | Nominada  | [ 155 ] |
| Billboard Music Awards             | 2023 | Canción más popular de la radio                       | Ganadora  | [ 155 ] |
| Billboard Music Awards             | 2023 | Canción más popular en streaming                      | Nominada  | [ 155 ] |
| Billboard Music Awards             | 2023 | Canción más vendida                                   | Nominada  | [ 155 ] |
| Billboard Music Awards             | 2023 | Canción más popular del Billboard Global 200          | Ganadora  | [ 155 ] |
| Billboard Music Awards             | 2023 | Canción más popular del Billboard Global (Excl. U.S.) | Ganadora  | [ 155 ] |
| Musa Awards                        | 2023 | Canción internacional anglo del año                   | Ganadora  | [ 156 ] |
| RTHK International Pop Poll Awards | 2023 | Las diez mejores canciones de oro internacionales     | Ganadora  | [ 157 ] |
| Gold Derby Music Awards            | 2024 | Grabación del año                                     | Nominada  | [ 158 ] |
| Gold Derby Music Awards            | 2024 | Canción del año                                       | Nominada  | [ 158 ] |
| Gold Derby Music Awards            | 2024 | Mejor video musical                                   | Nominada  | [ 158 ] |
| Gold Derby Music Awards            | 2024 | Mejor canción pop                                     | Nominada  | [ 158 ] |
| Premios Grammy                     | 2024 | Canción del año                                       | Nominada  | [ 159 ] |
| Premios Grammy                     | 2024 | Grabación del año                                     | Ganadora  | [ 159 ] |
| Premios Grammy                     | 2024 | Mejor interpretación pop solista                      | Ganadora  | [ 159 ] |
| Premios People's Choice            | 2024 | La canción del año                                    | Nominada  | [ 160 ] |
| IFPI Awards                        | 2024 | Premio IFPI sencillo global de 2023                   | Ganadora  | [ 48 ]  |
| Gaffa Awards (Dinamarca)           | 2024 | Canción internacional del año                         | Ganadora  | [ 161 ] |
| Premios Brit                       | 2024 | Canción internacional del año                         | Ganadora  | [ 162 ] |
| Japan Gold Disc Awards             | 2024 | Canción del año por streaming (música occidental)     | Ganadora  | [ 163 ] |
| Global Awards                      | 2024 | Mejor canción                                         | Nominada  | [ 164 ] |
| Gaffa Awards (Suecia)              | 2024 | Canción internacional del año                         | Nominada  | [ 165 ] |
| iHeartRadio Music Awards           | 2024 | Canción del año                                       | Nominada  | [ 166 ] |
| iHeartRadio Music Awards           | 2024 | Canción pop del año                                   | Ganadora  | [ 166 ] |
| iHeartRadio Music Awards           | 2024 | Mejor video musical                                   | Nominada  | [ 166 ] |
| iHeartRadio Music Awards           | 2024 | Mejor letra                                           | Nominada  | [ 166 ] |
| Swiss Music Awards                 | 2024 | Mejor éxito – internacional                           | Ganadora  | [ 167 ] |
| BMI Pop Awards                     | 2024 | Canción de año                                        | Ganadora  | [ 168 ] |
| BMI Pop Awards                     | 2024 | Canciones más reproducidas del año                    | Ganadora  | [ 168 ] |
| Nickelodeon Kids' Choice Awards    | 2024 | Canción favorita                                      | Pendiente | [ 169 ] |

## Créditos y personal
Créditos adaptados de Tidal, Pitchfork y las notas del álbum Endless Summer Vacation.

### Grabación
- Grabado en Ridgemont High, Los Ángeles.
- Mezclado en Windmill Lane Studios, Dublín.
- Masterizado en Sterling Sound, Edgewater.

### Personal
- Miley Cyrus – voz, composición, producción ejecutiva, percusión
- Kid Harpoon – producción, bajo, batería, guitarra, sintetizador
- Gregory Aldae Hein – composición
- Tyler Johnson – producción, guitarra, teclados, sintetizador
- Randy Merrill – masterización
- Rob Moose – cuerdas
- Michael Pollack – composición, teclados
- Brian Rajaratnam – ingeniería
- Doug Showalter – teclados
- Mark "Spike" Stent – mezcla
- Matt Wolach – asistente de ingeniería

## Posicionamiento en listas
| País (Lista 2023–2024)                    | Mejor posición | Ref     |
| ----------------------------------------- | -------------- | ------- |
| Alemania (GfK)                            | 1              | [ 82 ]  |
| Argentina (Argentina Hot 100)             | 3              | [ 174 ] |
| Argentina (Monitor Latino)                | 1              | [ 175 ] |
| Australia (ARIA)                          | 1              | [ 123 ] |
| Austria (Ö3 Austria Top 40)               | 1              | [ 83 ]  |
| Bélgica (Ultratop 50 Flandes)             | 1              | [ 84 ]  |
| Bélgica (Ultratop 50 Valonia)             | 1              | [ 85 ]  |
| Bolivia (Billboard)                       | 2              | [ 176 ] |
| Brasil Airplay (Pop Internacional)        | 1              | [ 177 ] |
| Brasil (Billboard Brazil Songs)           | 4              | [ 178 ] |
| Bulgaria (PROFHON)                        | 1              | [ 86 ]  |
| Canadá (Canadian Hot 100)                 | 1              | [ 74 ]  |
| Canadá (AC Airplay)                       | 1              | [ 79 ]  |
| Canadá (Digital Song Sales)               | 1              | [ 77 ]  |
| Canadá (CHR/Top 40)                       | 1              | [ 78 ]  |
| Canadá (Hot AC)                           | 1              | [ 76 ]  |
| CEI (Tophit)                              | 1              | [ 133 ] |
| Chile (Billboard)                         | 5              | [ 179 ] |
| Colombia (Billboard)                      | 4              | [ 180 ] |
| Corea del Sur (Circle)                    | 117            | [ 181 ] |
| Costa Rica (FONOTICA)                     | 1              | [ 182 ] |
| Costa Rica (Monitor Latino)               | 1              | [ 183 ] |
| Croacia (HRT)                             | 1              | [ 87 ]  |
| Croacia (Billboard)                       | 1              | [ 88 ]  |
| Dinamarca (Hitlisten)                     | 1              | [ 89 ]  |
| Ecuador (Billboard)                       | 3              | [ 184 ] |
| Ecuador (National-Report)                 | 1              | [ 124 ] |
| El Salvador (Monitor Latino)              | 2              | [ 185 ] |
| Emiratos Árabes Unidos (Radiomonitor)     | 1              | [ 186 ] |
| Eslovaquia (Singles Digitál Top 100)      | 1              | [ 90 ]  |
| España (PROMUSICAE)                       | 2              | [ 187 ] |
| España (LOS40)                            | 1              |         |
| Estados Unidos (Billboard Hot 100)        | 1              | [ 188 ] |
| Estados Unidos (Adult Contemporary)       | 1              | [ 62 ]  |
| Estados Unidos (Adult Pop Airplay)        | 1              | [ 65 ]  |
| Estados Unidos (Dance/Mix Show Airplay)   | 1              | [ 59 ]  |
| Estados Unidos (Digital Song Sales)       | 1              | [ 189 ] |
| Estados Unidos (Pop Airplay)              | 1              | [ 64 ]  |
| Estados Unidos (Streaming Songs)          | 1              | [ 190 ] |
| Filipinas (Billboard)                     | 1              | [ 128 ] |
| Finlandia (Suomen virallinen lista)       | 1              | [ 91 ]  |
| Francia (SNEP)                            | 1              | [ 92 ]  |
| Global 200 (Billboard)                    | 1              | [ 191 ] |
| Global Excl. U.S. (Billboard)             | 1              | [ 192 ] |
| Grecia Internacional (IFPI)               | 1              | [ 93 ]  |
| Guatemala (Monitor Latino)                | 12             | [ 193 ] |
| Honduras (Monitor Latino)                 | 3              | [ 194 ] |
| Hong Kong (Billboard)                     | 16             | [ 195 ] |
| Hungría (Rádiós Top 40)                   | 1              | [ 196 ] |
| Hungría (Single Top 40)                   | 1              | [ 94 ]  |
| Hungría (Stream Top 40)                   | 1              | [ 197 ] |
| India (IMI)                               | 4              | [ 198 ] |
| Indonesia (Billboard)                     | 8              | [ 199 ] |
| Irlanda (IRMA)                            | 1              | [ 96 ]  |
| Islandia (Plötutíðindi)                   | 1              | [ 95 ]  |
| Israel (Media Forest)                     | 1              | [ 125 ] |
| Italia (FIMI)                             | 3              | [ 200 ] |
| Japón (Billboard Japan Hot Overseas)      | 1              | [ 201 ] |
| Letonia (EHR)                             | 1              | [ 97 ]  |
| Lituania (AGATA)                          | 1              | [ 98 ]  |
| Luxemburgo (Billboard)                    | 1              | [ 202 ] |
| Macedonia del Norte (Radiomonitor)        | 1              | [ 203 ] |
| Malasia (Billboard)                       | 2              | [ 204 ] |
| Malasia International (RIM)               | 2              | [ 205 ] |
| MENA (IFPI)                               | 1              | [ 132 ] |
| México (Billboard)                        | 2              | [ 206 ] |
| Nueva Zelanda (RMNZ)                      | 1              | [ 126 ] |
| Noruega (VG-lista)                        | 1              | [ 99 ]  |
| Países Bajos (Dutch Top 40)               | 1              | [ 100 ] |
| Países Bajos (Single Top 100)             | 1              | [ 101 ] |
| Panamá (Monitor Latino)                   | 2              | [ 207 ] |
| Paraguay (Monitor Latino)                 | 1              | [ 127 ] |
| Perú (Billboard)                          | 2              | [ 208 ] |
| Polonia (Polish Streaming Top 100)        | 1              | [ 102 ] |
| Polonia (Polish Airplay Top 100)          | 1              | [ 103 ] |
| Portugal (AFP)                            | 1              | [ 104 ] |
| Reino Unido (UK Singles Chart)            | 1              | [ 105 ] |
| República Checa (Singles Digitál Top 100) | 1              | [ 106 ] |
| Rumania (Billboard)                       | 1              | [ 107 ] |
| Rusia (Tophit)                            | 1              | [ 108 ] |
| Serbia (Radiomonitor)                     | 1              | [ 209 ] |
| Singapur (RIAS)                           | 1              | [ 129 ] |
| Sudáfrica (Billboard)                     | 1              | [ 130 ] |
| Suecia (Sverigetopplistan)                | 1              | [ 109 ] |
| Suiza (Schweizer Hitparade)               | 1              | [ 110 ] |
| Surinam (Nationale Top 40)                | 2              | [ 210 ] |
| Taiwán (Billboard)                        | 9              | [ 211 ] |
| Ucrania (TopHit)                          | 1              | [ 212 ] |
| Ucrania Airplay (TopHit)                  | 1              | [ 111 ] |
| Uruguay (Monitor Latino)                  | 1              | [ 213 ] |
| Vietnam (Vietnam Hot 100)                 | 1              | [ 131 ] |

| País (Lista 2023)        | Mejor Posición | Ref     |
| ------------------------ | -------------- | ------- |
| CEI (TopHit)             | 1              | [ 214 ] |
| Corea del Sur (Circle)   | 122            | [ 215 ] |
| Paraguay (SGP)           | 3              | [ 216 ] |
| Rusia (Tophit)           | 1              | [ 217 ] |
| Ucrania Airplay (TopHit) | 1              | [ 218 ] |

| País (Lista 2023)                       | Mejor Posición | Ref     |
| --------------------------------------- | -------------- | ------- |
| Alemania (Official German Charts)       | 2              | [ 119 ] |
| Argentina (Monitor Latino)              | 1              | [ 219 ] |
| Australia (ARIA)                        | 1              | [ 220 ] |
| Austria (Ö3 Austria Top 40)             | 1              | [ 221 ] |
| Bélgica (Ultratop 50 Flandes)           | 1              | [ 222 ] |
| Bélgica (Ultratop 50 Valonia)           | 1              | [ 223 ] |
| Canadá (Canadian Hot 100)               | 1              | [ 80 ]  |
| Canadá (Hot Canadian Digital Songs)     | 1              | [ 224 ] |
| CEI (TopHit)                            | 1              | [ 225 ] |
| Dinamarca (Tracklisten)                 | 1              | [ 226 ] |
| Estados Unidos (Billboard Hot 100)      | 2              | [ 227 ] |
| Estados Unidos (Adult Contemporary)     | 1              | [ 228 ] |
| Estados Unidos (Adult Pop Airplay)      | 1              | [ 229 ] |
| Estados Unidos (Dance/Mix Show Airplay) | 4              | [ 230 ] |
| Estados Unidos (Digital Song Sales)     | 3              | [ 231 ] |
| Estados Unidos (Pop Airplay)            | 2              | [ 232 ] |
| Estados Unidos (Radio Songs)            | 1              | [ 233 ] |
| Estados Unidos (Streaming Songs)        | 4              | [ 234 ] |
| Francia (SNEP)                          | 1              | [ 235 ] |
| Global 200 (Billboard)                  | 1              | [ 236 ] |
| Global Excl. U.S. (Billboard)           | 1              | [ 237 ] |
| Global Singles (IFPI)                   | 1              | [ 48 ]  |
| Israel (Galgalatz)                      | 1              | [ 238 ] |
| Italia (FIMI)                           | 17             | [ 239 ] |
| México (Monitor Latino)                 | 1              | [ 240 ] |
| Nueva Zelanda (RMNZ)                    | 1              | [ 241 ] |
| Países Bajos (Dutch Top 40)             | 1              | [ 242 ] |
| Países Bajos (Single Top 100)           | 4              | [ 243 ] |
| Paraguay (Monitor Latino)               | 1              | [ 244 ] |
| Reino Unido (UK Singles Chart)          | 1              | [ 115 ] |
| Rusia (TopHit)                          | 1              | [ 245 ] |
| Rusia Airplay (TopHit)                  | 1              | [ 246 ] |
| Suecia (Sverigetopplistan)              | 4              | [ 247 ] |
| Suiza (Schweizer Hitparade)             | 1              | [ 248 ] |
| Ucrania (TopHit)                        | 8              | [ 249 ] |
| Ucrania Airplay (TopHit)                | 2              | [ 250 ] |

## Certificaciones
| Región (Organismo certificador) | Certificaciones        | Ventas certificadas | Ref.    |
| ------------------------------- | ---------------------- | ------------------- | ------- |
| Alemania (BVMI)                 | 3× Oro                 | 600 000             | [ 251 ] |
| Australia (ARIA)                | 10× Platino            | 700 000             | [ 139 ] |
| Austria (IFPI Austria)          | 4× Platino             | 120 000             | [ 252 ] |
| Bélgica (BEA)                   | 3× Platino             | 120 000             | [ 253 ] |
| Brasil (Pro-Música Brasil)      | 5× Diamante            | 800 000             | [ 254 ] |
| Canadá (MC)                     | Diamante               | 800 000             | [ 255 ] |
| Dinamarca (IFPI Dinamarca)      | 3× Platino             | 270 000             | [ 256 ] |
| España (PROMUSICAE)             | 7× Platino             | 420 000             | [ 257 ] |
| Estados Unidos (RIAA)           | 7× Platino             | 7 000               | [ 258 ] |
| Francia (SNEP)                  | Diamante               | 333                 | [ 259 ] |
| Hungría (MAHASZ)                | 11× Platino            | 44 000              | [ 260 ] |
| Italia (FIMI)                   | 4× Platino             | 400 000             | [ 261 ] |
| México (AMPROFON)               | 2× Diamante+4× Platino | 1 960 000           | [ 262 ] |
| Nueva Zelanda (RMNZ)            | 5× Platino             | 150 000             | [ 263 ] |
| Polonia (ZPAV)                  | Diamante               | 250 000             | [ 264 ] |
| Portugal (AFP)                  | 6× Platino             | 60 000              | [ 265 ] |
| Reino Unido (BPI)               | 4× Platino             | 2 400 000           | [ 116 ] |
| Suiza (IFPI Suiza)              | 5× Platino             | 100 000             | [ 266 ] |
| Streaming                       |                        |                     |         |
| Grecia (IFPI Grecia)            | 4× Platino             | 8 000               | [ 267 ] |
| Suecia (GLF)                    | 3× Platino             | 24 000              | [ 268 ] |
| Mundial (IFPI)                  | —                      | 2 700 000           | [ 48 ]  |

## Historial de lanzamiento
| Región         | Fecha               | Formato                                                                               | Versión      | Discográfica | Ref.    |
| -------------- | ------------------- | ------------------------------------------------------------------------------------- | ------------ | ------------ | ------- |
| Varios         | 12 de enero de 2023 | Descarga digital streaming                                                            | Original     | Columbia     | [ 11 ]  |
| Estados Unidos | 16 de enero de 2023 | Adult contemporary radio hot adult contemporary radio modern adult contemporary music | Original     | Columbia     | [ 269 ] |
| Estados Unidos | 17 de enero de 2023 | Contemporary hit radio                                                                | Original     | Columbia     | [ 270 ] |
| Italia         | 20 de enero de 2023 | Radio airplay                                                                         | Original     | Sony         | [ 271 ] |
| Varios         | 3 de marzo de 2023  | Descarga digital streaming                                                            | Demo         | Columbia     | [ 272 ] |
| Varios         | 3 de marzo de 2023  | Descarga digital                                                                      | Instrumental | Columbia     | [ 273 ] |